# 普魯士的威廉明妮公主 (1709年—1758年)
普魯士的威廉明妮（德語：Friederike Sophie Wilhelmine von Preußen，1709年7月3日—1758年10月14日），布蘭登堡-拜律特藩侯夫人，腓特烈大帝的姐姐。

## 生平
威廉明妮是「士兵國王」腓特烈·威廉一世的長女。威廉明妮的童年長期遭到女教師萊蒂的肢體霸凌，她日後回憶「每一天（她）都對我展現出拳頭的力量」。直到萊蒂向她的母親說道「總有一天威廉明妮會被打到殘廢」，虐待行為才停止。
在父親的強迫下，威廉明妮在1731年與布蘭登堡-拜律特的腓特烈結婚。七年戰爭期間，奧地利試圖拉攏布蘭登堡-拜律特對抗普魯士，威廉明妮與弟弟的關係一度惡化；但在霍克齊戰役的同一天，腓特烈得知了威廉明妮去世的消息。腓特烈大受打擊，此後總是悶悶不樂。在威廉明妮去世十週年時，腓特烈為她在無憂宮建造了友誼之寺。